# Russell Hornsby
Russell Hornsby, né le 15 mai 1974 à Oakland en Californie, est un acteur américain.
Il est connu pour son rôle de l'officier de police Eddie Sutton dans la série Retour à Lincoln Heights, pour celui de Hank Griffin dans Grimm et de Luke dans En analyse.

## Biographie

### Vie privée
Russell Hornsby partage sa vie avec Denise Dubsnyla et ont un fils. 

## Filmographie

### Cinéma

#### Longs métrages
- 1998 : Woo de Daisy von Scherler Mayer : Guy
- 2000 : Train Ride de Rel Dowdell : Ellis
- 2000 : Mon beau-père et moi (Meet the Parents) de Jay Roach : le coursier
- 2002 : Méchant Menteur (Big Fat Liar) de Shawn Levy : Marcus Duncan
- 2004 : Coup d'éclat (After the Sunset) de Brett Ratner : Jean-Paul
- 2005 : Edmond de Stuart Gordon : Shill
- 2005 : Réussir ou Mourir (Get Rich or Die Tryin’) de Jim Sheridan : Odell
- 2006 : Forgiven de Paul Fitzgerald : Ronald Bradler
- 2007 : Stuck, instinct de survie (Stuck) de Stuart Gordon : Rashid
- 2012 : Luv de Sheldon Candis : Détective Pratt
- 2016 : Fences de Denzel Washington
- 2018 : Creed 2 de Steven Caple Jr. : Buddy Marcelle
- 2018 : The Hate U Give - La Haine qu'on donne (The Hate U Give) de George Tillman Jr. : Maverick Carter
- 2022 : Last Seen Alive (La Disparue) de Brian Goodman (en) : Detective Patterson
- 2025 : The Woman in the Yard de Jaume Collet-Serra

#### Courts métrages
- 2002 : Milk and Honey de Niva Dorell : Isaiah
- 2004 : The Male Groupie de Christopher Scott Cherot : Blase' skippy
- 2010 : Salvation Road de Ka'ramuu Kush : Kearn
- 2011 : Remigration de Barry Jenkins : Kaya Guidry[réf. nécessaire]

### Télévision

#### Séries télévisées
- 1999 : New York, police judiciaire (Law & Order) : Danny Ruiz (saison 10, épisode 6 : Marathon)
- 2000 : Wonderland : le réceptionniste hospitalier (saison 1, épisode 2 : 20/20 Hindsight)
- 2000-2001 : Gideon's Crossing : Dr Aaron Boies (20 épisodes)
- 2002 : Haunted : Marcus Bradshaw (11 épisodes)
- 2003 : Girlfriends : Antonio, le frère de Toni (saison 3, épisode 24 : The Wedding)
- 2003 : Century City : M. Skobel (saison 1, épisode 4 : A Mind Is a Terrible Thing to Lose)
- 2003-2006 : Playmakers : Leon Taylor (12 épisodes)
- 2005 : Grey's Anatomy : Digby Owens (saison 1, épisode 7 : The Self-Destruct Button)
- 2005 : New York, unité spéciale (Law & Order: Special Victims Unit) : Alvin Dutch (saison 7, épisode 10 : Storm)
- 2006 : Dernier Recours (In Justice) : Luther Cain (saison 1, épisode 1 : Pilot)
- 2006 : Something New : Dr Brockton
- 2007-2009 : Retour à Lincoln Heights (Lincoln Heights) : Eddie Sutton (42 épisodes)
- 2008 : Fear Itself : Sergent Wiliams (saison 1, épisode 5 : Eater)
- 2009 : En analyse (In Treatment) : Luke (6 épisodes)
- 2010 : The Good Wife : Dr Shawn Wesley (saison 1, épisode 12 : Painkiller)
- 2011 : Shameless : le partenaire de Tony (2 épisodes)
- 2011 : Suits : Avocats sur mesure : Quentin Sainz (saison 1, épisode 4 : Dirty Little Secrets)
- 2011-2017 : Grimm : Hank Griffin (123 épisodes)
- 2018  : Seven Seconds  : Isaiah Butler
- 2020 : Lincoln : À la poursuite du Bone Collector : Lincoln Rhyme (10 épisodes)
- 2021 : Perdus dans l'espace : Grant Kelly (08 épisodes)
- 2021- En cours: BMF: Charles Flenory rôle principal

#### Téléfilm
- 2002 : Keep the Faith, Baby de Doug McHenry : Joe Schiller